# Stanisław Służewski
Stanisław Służewski herbu Łodzia – starosta horodelski w latach 1654–1662, członek konfederacji tyszowieckiej 1655 roku.